# Ciencia para el Pueblo
Ciencia para el Pueblo, del inglés Science for the People, es el nombre con el que se conoció a un colectivo de científicos que se opusieron a la intervención estadounidense que dio origen a la Guerra de Vietnam. En sus inicios, surgió en la ciudad de San Francisco en California y en Cambridge, Massachusetts; poco más tarde, tenía participantes y simpatizantes en todos los Estados Unidos y fuera en Europa y América Latina. Surgió a fines de los años 60s. Science for the People fue también el título de la revista que se publicó regularmente hasta finales de los años 80s. El nombre oficial de su organización era SESPA (Scientists and Enginners for Social and Political Action). El movimiento Ciencia para el Pueblo, pugnó por despertar la conciencia social y la responsabilidad del científico. En el caso de la Guerra de Vietnam, se opusieron al uso militar del conocimiento científico y pugnaron por evitar que los científicos se involucraran en el llamado proyecto Jason que, al igual que el proyecto Manhattan durante la Segunda Guerra Mundial, pretendía desarrollar armas letales de gran supremacía tecnológica y con altísimo poder destructivo.
Otros momentos decisivos de este movimiento, fueron los llamados "debate sociobiológico" y "debate genético-racismo" que enfrentó en discusiones de carácter científico e ideológico a personalidades de la ciencia como Stephen Jay Gould y Richard Lewontin, miembros de Science for the People y a Edward O. Wilson y Richard Dawkins, a quienes se acusaba de intentar dar bases y fundamentos genéticos a la supremacía de la raza blanca y a conductas humanas como el egoísmo.[cita requerida]